# Harley Orrin Staggers junior

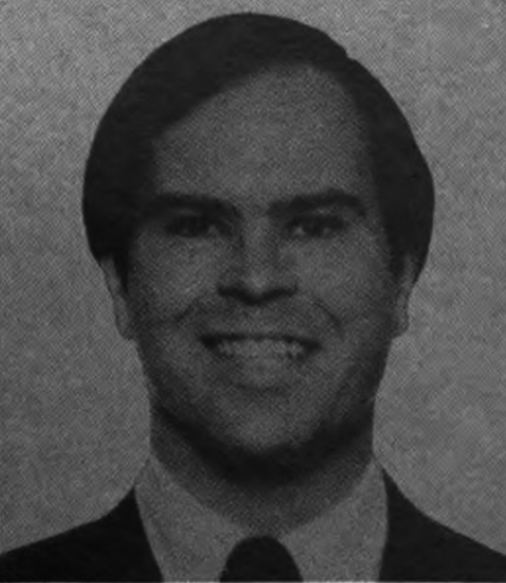
Harley O. Staggers Jr. (1983)

Harley Orrin Staggers Jr. (* 22. Februar 1951 in Washington, D.C.) ist ein US-amerikanischer Politiker. Zwischen 1983 und 1993 vertrat er den zweiten Wahlbezirk des Bundesstaates West Virginia im US-Repräsentantenhaus.

## Werdegang
Harley Staggers ist der Sohn des langjährigen Kongressabgeordneten Harley Orrin Staggers aus West Virginia. Der jüngere Staggers besuchte bis 1969 die Keyser High School. Danach studierte er bis 1974 an der Harvard University. Nach einem Jurastudium an der West Virginia University in Morgantown und seiner im Jahr 1977 erfolgten Zulassung als Rechtsanwalt begann er in Charleston (West Virginia) als stellvertretender Generalstaatsanwalt zu arbeiten.
Staggers schloss sich der Demokratischen Partei an. Im Jahr 1976 war er im Organisationsausschuss der Democratic National Convention. Zwischen 1980 und 1982 gehörte er dem Senat von West Virginia an. 1982 wurde er im zweiten Distrikt von West Virginia in das US-Repräsentantenhaus in Washington gewählt, wo er am 3. Januar 1983 die Nachfolge von Cleve Benedict von der Republikanischen Partei antrat. Im Kongress nahm Staggers den Sitz ein, den sein Vater zwischen 1949 und 1981 innehatte. Nach vier Wiederwahlen konnte er sein Mandat bis zum 3. Januar 1993 ausüben. Für die Wahlen des Jahres 1992 wurde er nach einer Neugliederung der Wahlbezirke von seiner Partei nicht mehr für eine weitere Amtszeit nominiert. Während seiner Zeit im Kongress wurde 1992 der 27. Verfassungszusatz beraten und verabschiedet.
Heute arbeitet Harley Staggers zusammen mit seinem Bruder als Anwalt in Keyser.